# كارل ألتمان
كارل ألتمان (بالألمانية: Karl Altmann)‏ هو سياسي نمساوي، ولد في 8 يناير 1904 بفيينا في النمسا، وتوفي بنفس المكان في 29 ديسمبر 1960. حزبياً، نشط في الحزب الشيوعي النمساوي. وقد انتخب عضو البرلمان الإقليمي فيينا وانتخب وزير.